# Cnemaspis tucdupensis
Espèce
Cnemaspis tucdupensis est une espèce de geckos de la famille des Gekkonidae.

## Répartition
Cette espèce est endémique de la province d'An Giang au Viêt Nam.

## Description
L'holotype de Cnemaspis tucdupensis, une femelle adulte, mesure 122 mm dont 71 mm pour la queue. Cette espèce a la face dorsale grise avec de grandes taches roussâtres et de petits points jaune pâle. Sa face ventrale est uniformément jaune orangé. De nuit la coloration devient beaucoup plus claire. 

## Étymologie
Son nom d'espèce, composé de tucdup et du suffixe latin -ensis, « qui vit dans, qui habite », lui a été donné en référence au lieu de sa découverte, le mont Tuc Dup.

## Publication originale
- Grismer & Ngo, 2007 : Four new species of the gekkonid genus Cnemaspis Strauch 1887 (Reptilia: Squamata) from Southern Vietnam. Herpetologica, p. 63, n. 4, p. 482-500 (texte intégral).